# Кельтіберська мова
Кельтіберська мова — кельтська палеоіспанська мова. Мова кельтіберів, мешканців Піренейського півострова до І століття нашої ери. Серед кельтських континентальних мов, кельтіберська задокументована гірше за гальську, проте краще за лепонтійську та галатську. Крім безмежної кількості монет, були також бронзові плитки з Боторрити, які дали можливість реконструювати мову. Крім цього, в усіх палеоіспанських мовах існують інші маленькі записи і численні імена богів, людей, топоніми.
Сьогодні більшість лінґвістів класифікують кельтіберську мову як кельтську мову "Q" (так само як і ґойдельська) і заперечують належність кельтіберської мови до кельтських мов "P" (як валлійська мова).

## Письмо

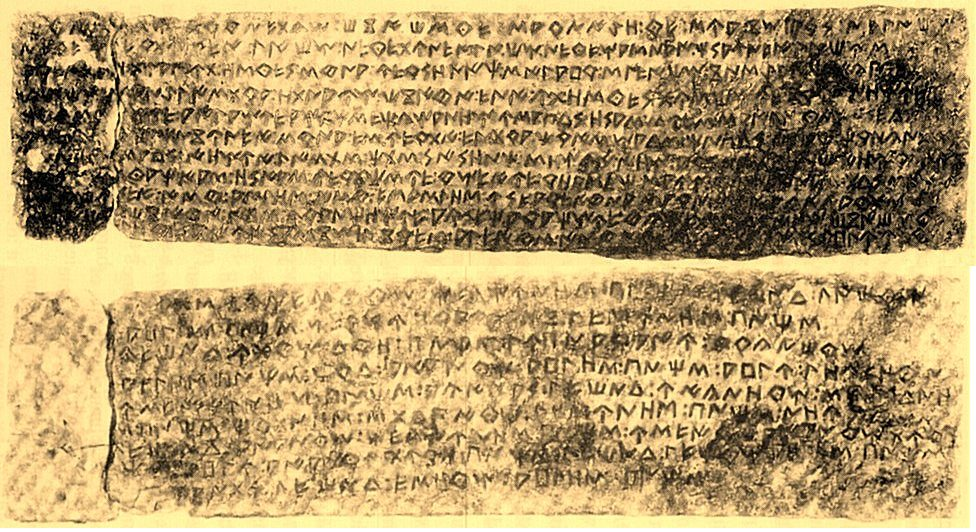
Бронзові плитки з Боторрити

Кельтібери використовували кельтіберське письмо, яке було адаптацією північно-східного іберського письма.